# Badminton-Juniorenweltmeisterschaft 2007/Mannschaft
Die Badminton-Juniorenweltmeisterschaft 2007 fand in  Waitakere City, Neuseeland, statt. Folgend die Ergebnisse des Mannschaftswettbewerbs, welcher vom 25. bis zum 28. Oktober 2007 ausgetragen wurde.

## Endstand
1. Volksrepublik China
2. Südkorea
3. Singapur
4. Malaysia
5. Japan
6. Indonesien
7. Thailand
8. Indien
9. England
10. Schottland
11. Bulgarien
12. Neuseeland
13. Niederlande
14. Hongkong
15. Türkei
16. Vereinigte Staaten
17. Russland
18. Vietnam
19. Australien
20. Tschechien
21. Chinesisch Taipeh
22. Philippinen
23. Südafrika
24. Deutschland
25. Puerto Rico